# حمام چهارسوق
حمام چهارسوق مربوط به دوره صفوی - دوره قاجار است و در شاهرود، محله مسجد امام حسن عسگری (ع) واقع شده و این اثر در تاریخ ۱۰ مهر ۱۳۸۰ با شمارهٔ ثبت ۴۰۲۶ به‌عنوان یکی از آثار ملی ایران به ثبت رسیده‌است. حمام چهارسوق به روایتی قدیمی‌ترین حمام شاهرود به‌شمار می‌رود.
در مرداد ۱۳۹۹ عملیات مرمت و ساماندهی بام و گنبدهای این بنا از محل اعتبارات ملی و با مشارکت بخش خصوصی انجام شد.